# مال ستيفنز
مال ستيفنز (بالإنجليزية: Mal Stevens)‏ هو لاعب كرة مضرب وضابط أمريكي، ولد في 14 أبريل 1900 في ستوكتون في الولايات المتحدة، وتوفي في 6 ديسمبر 1979 في ذا برونكس في الولايات المتحدة.